# Primula watsonii
Primula watsonii är en viveväxtart som beskrevs av Stephen Troyte Dunn. Primula watsonii ingår i släktet vivor, och familjen viveväxter. Inga underarter finns listade i Catalogue of Life.